# 마커스 스톤
마커스 스톤(1840년 7월 4일 ~ 1921년 3월 24일)은 영국의 화가이다. 런던에서 태어났으며 왕립예술원에서 교육을 받았다.

## 삶
마커스 클레이턴 스톤은 프랭크 스톤의 아들이었다. 마커스는 아버지에게 교육을 받았고 18세가 되기도 전에 왕립예술원에서 전시를 시작하였다. 몇 년 후 그는 찰스 디킨스, 앤서니 트롤로프, 그리고 그의 가족의 친구였던 다른 작가들의 책에 삽화를 그려 큰 성공을 거두었다.
스톤은 1877년 왕립예술원의 준회원으로, 1887년에는 왕립예술원 회원으로 선출되었다. 초기 작품에서는 역사적 사건을 많이 다루었지만 후기 작품에서는 주로 매력, 세련미, 실행력을 갖춘 특정 유형의 고상한 정서를 주로 다루었다.
그의 캔버스 중 하나는 테이트에 있다. 그의 작품 대부분이 강한 인상을 남기며 세계 각지의 전시회에서 메달이 수여되었다.
스톤과 동료 화가 루크 필데스는 모두 홀랜드 파크 멜버리 로드에서 리처드 노먼 쇼가 설계한 주택에 거주하였다. 멜버리 로드 8번지에 위치한 그의 집에는 스톤을 기념하는 파란색 명판이 걸려 있다. 1871년 스톤은 메릴본에서 뉴질랜드 상인 윌리엄 브라운의 딸 로라 메리 H 브라운과 결혼하였다.

## 갤러리

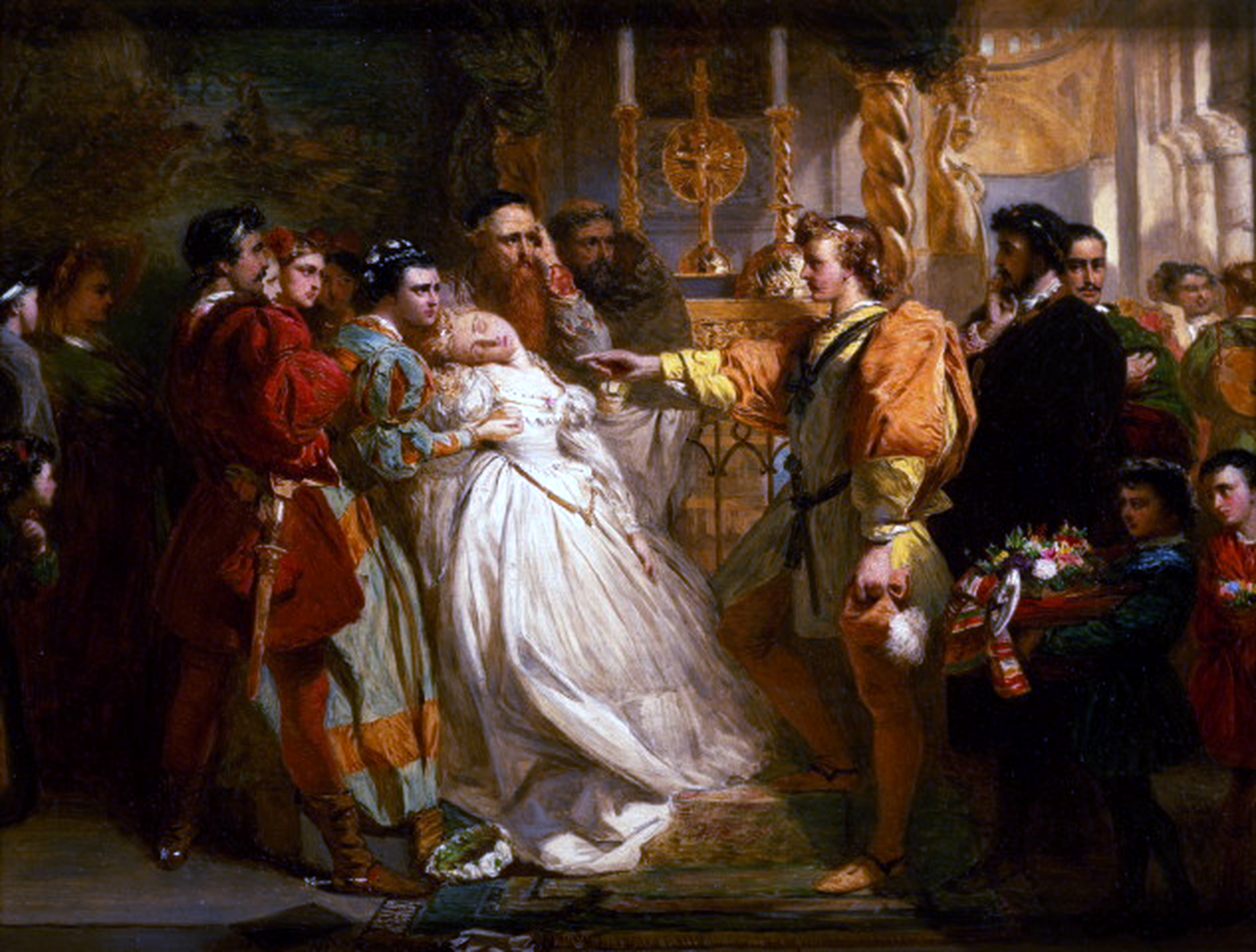
"Claudio, deceived by Don John, accuses Hero"—scene from Much Ado About Nothing, painted by Marcus Stone
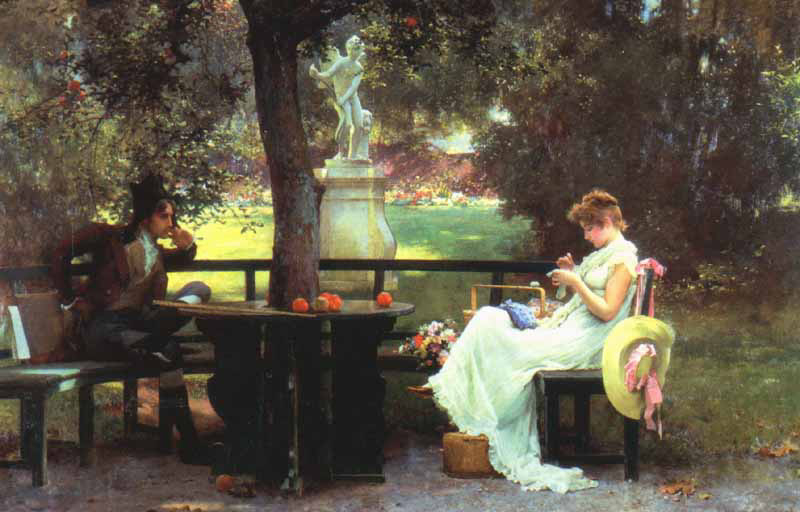
In Love, 1888
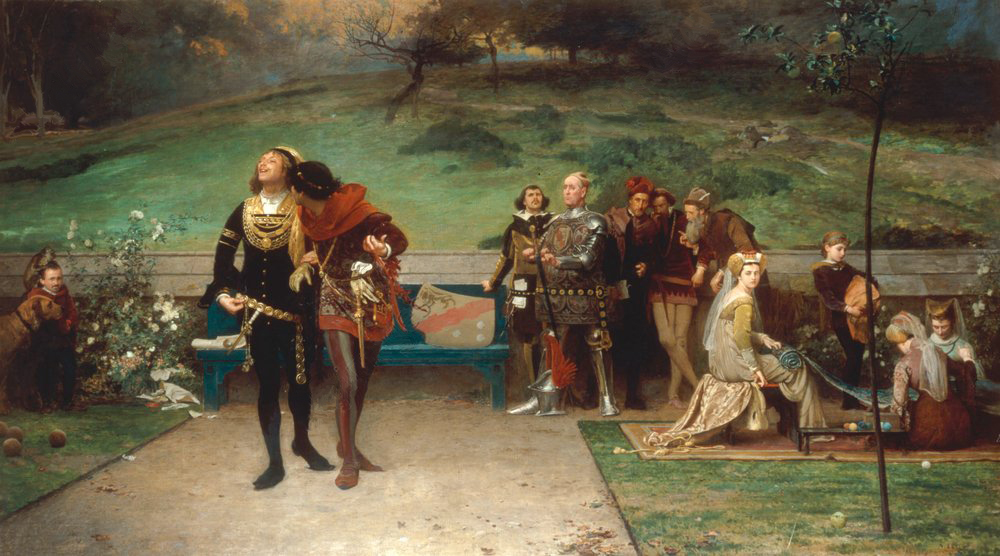
Edward II and Gaveston (1872)
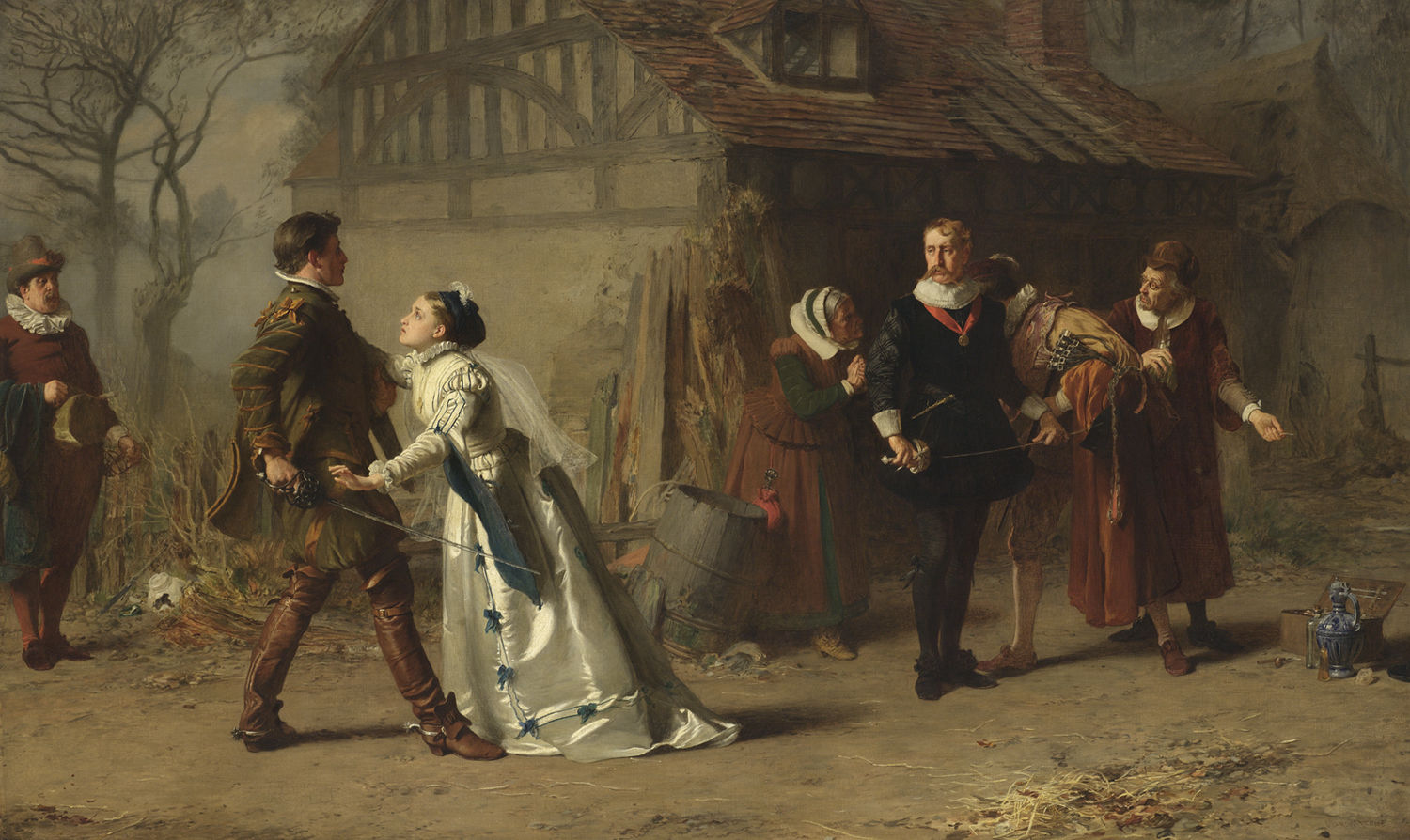
An Interrupted Duel (1868)
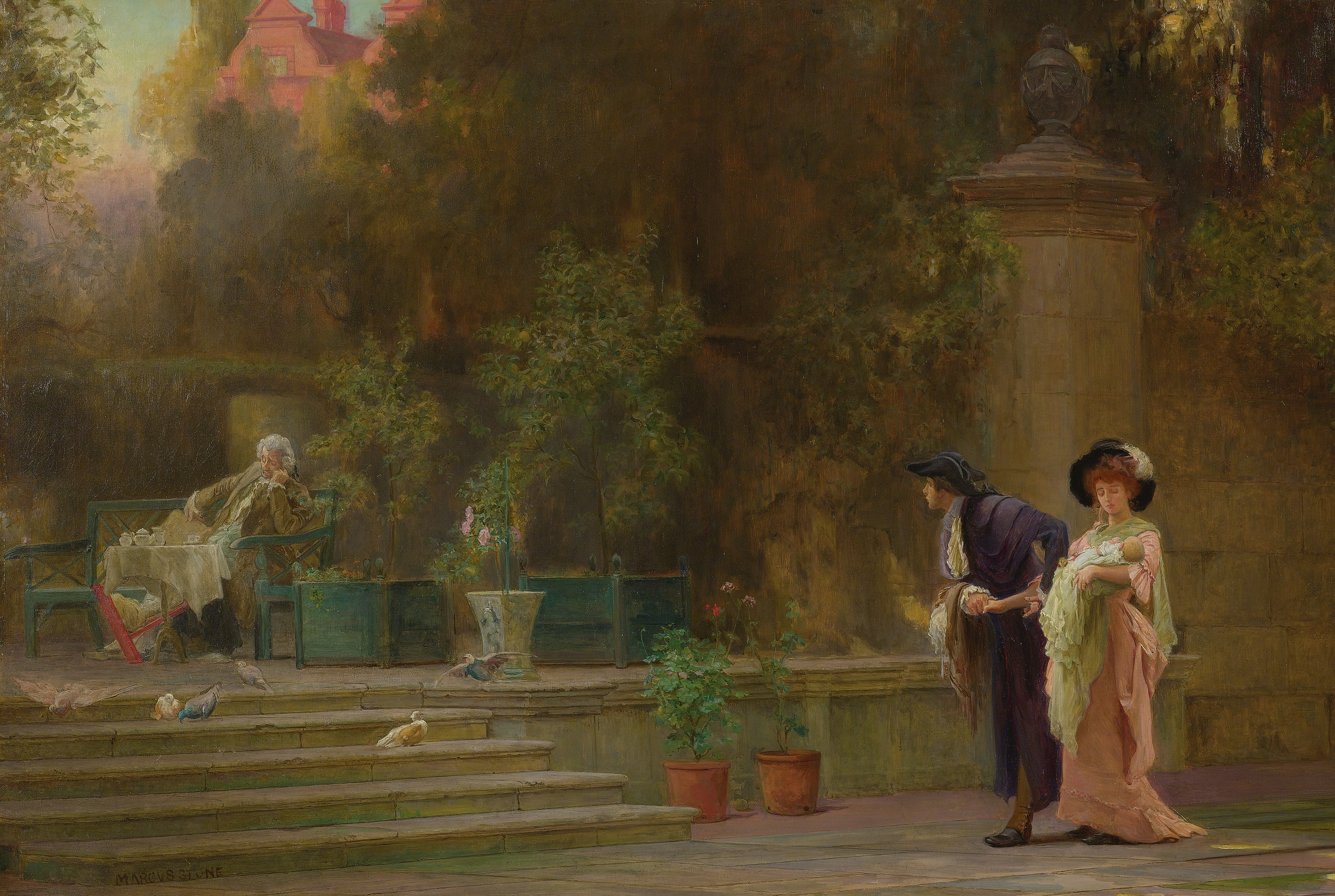
Married for Love
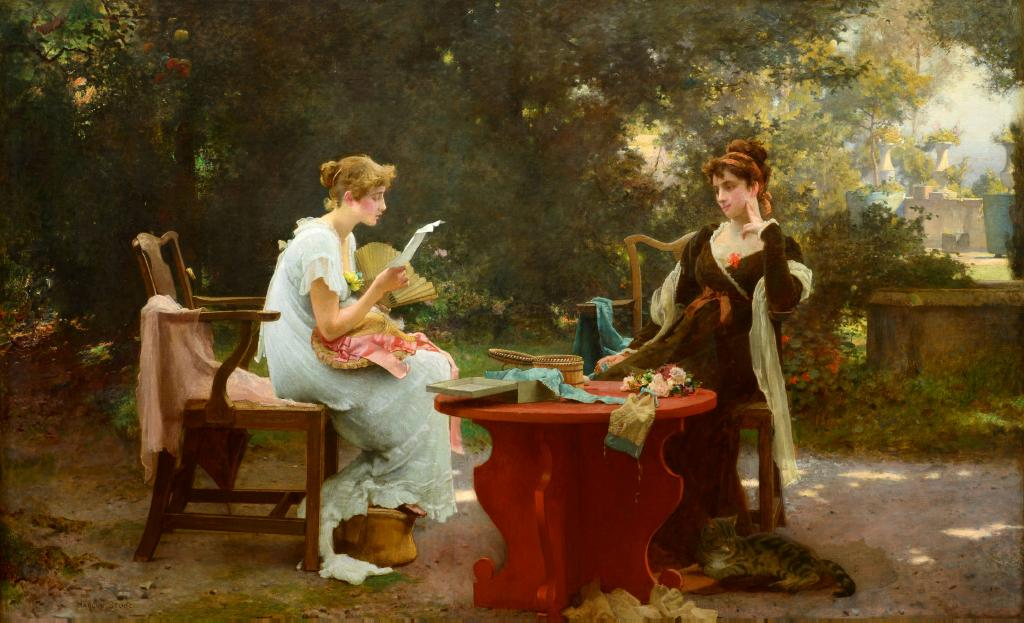
Her First Love Letter
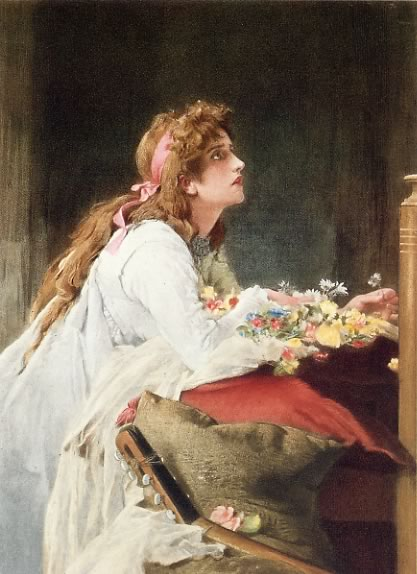
Ophelia (1888)
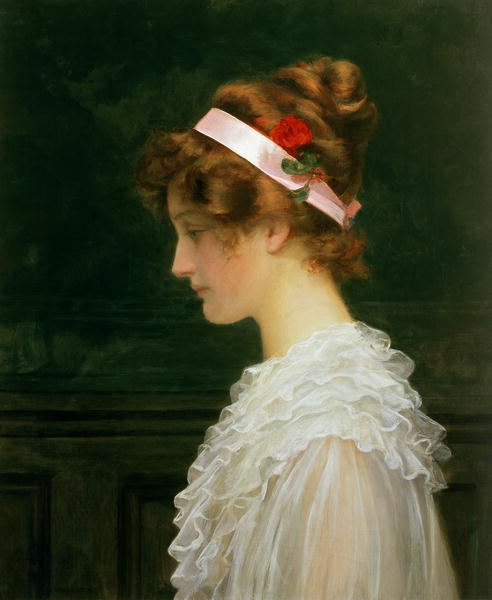
Portrait of a Girl (1880)
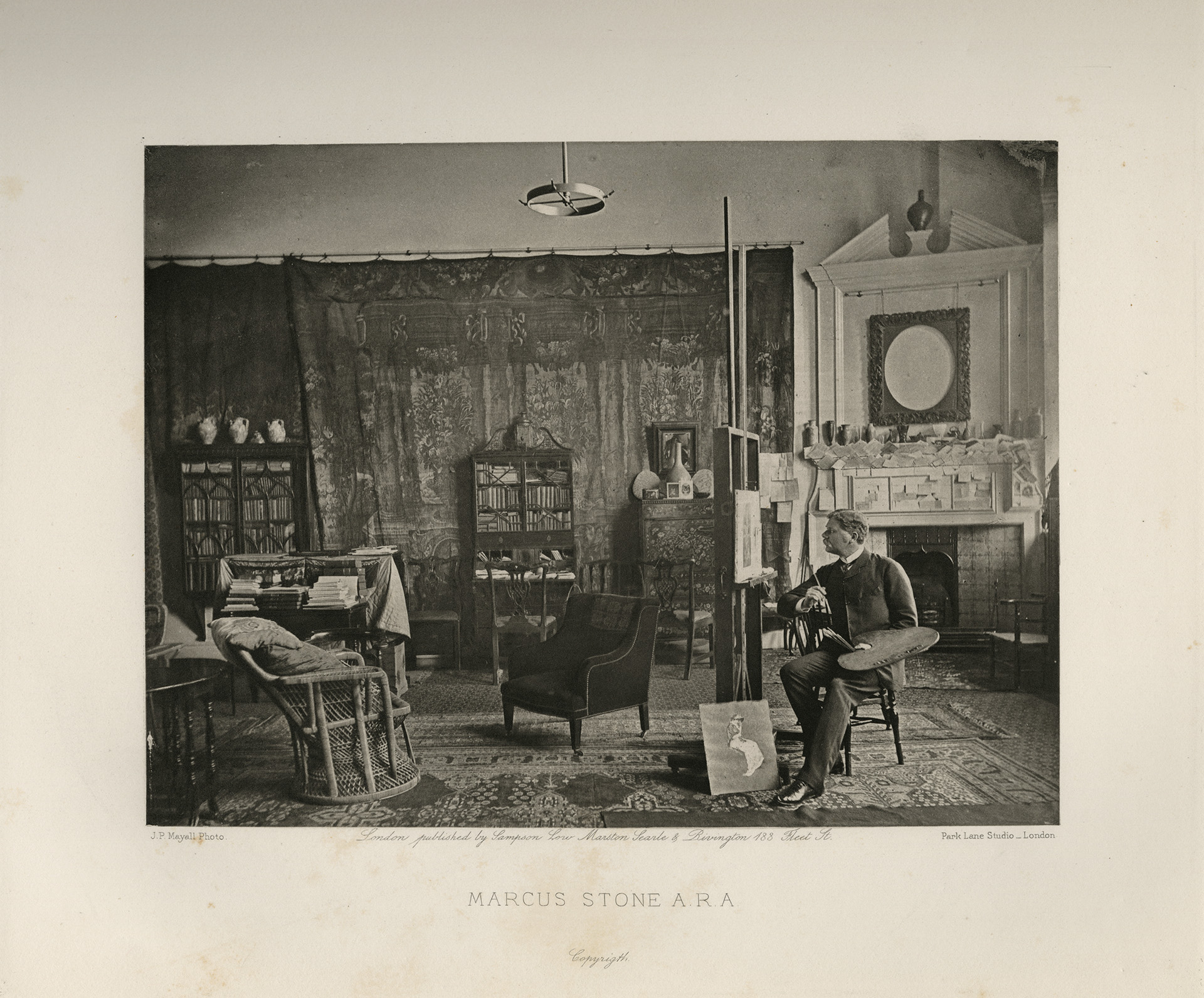
Marcus Stone by J. P. Mayall from Artists at Home, photogravure, published 1884, Department of Image Collections 보관됨 2014-03-24 - 웨이백 머신, National Gallery of Art Library, Washington, DC
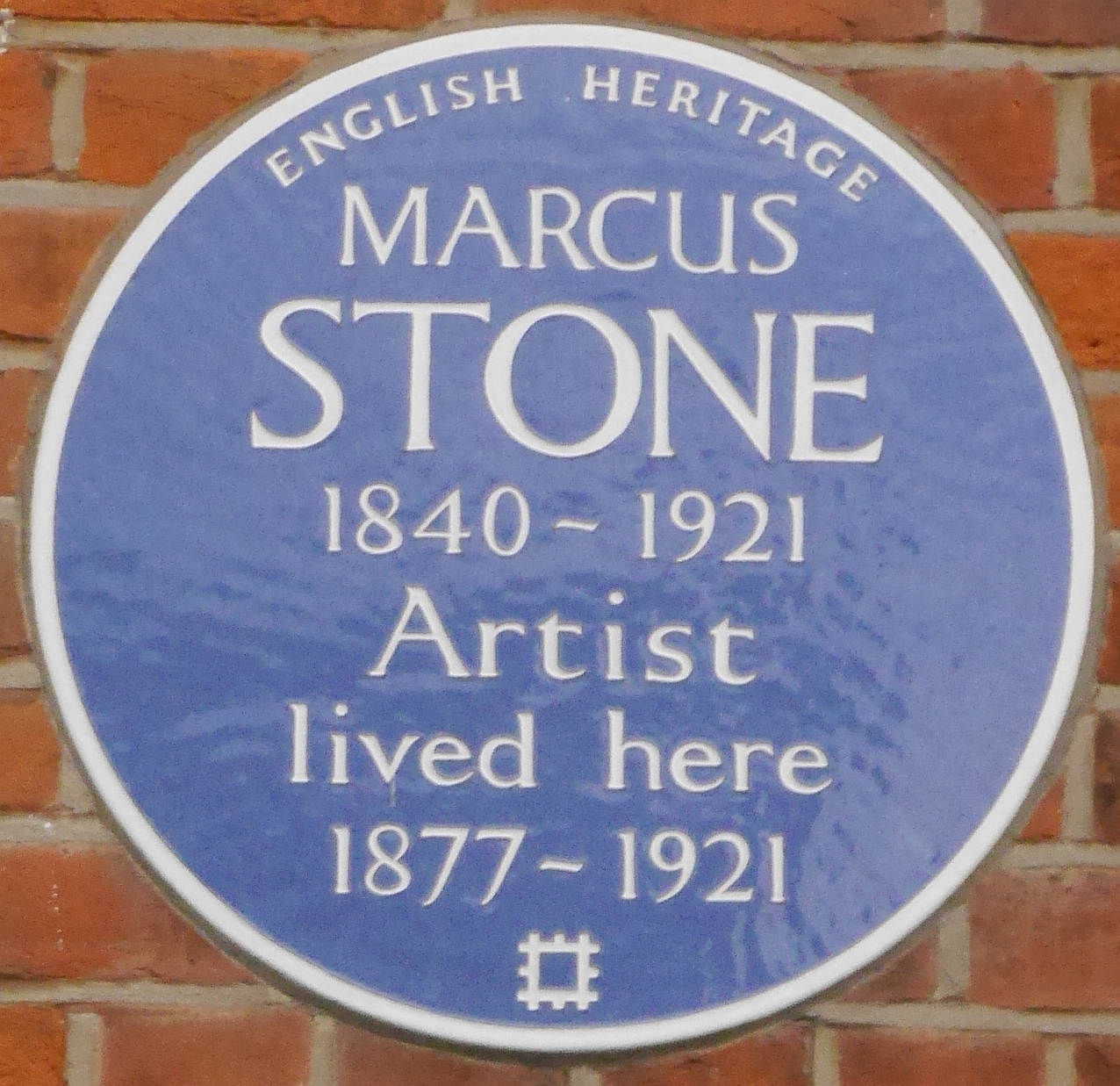
Blue plaque in Holland Park, London

## 참고 문헌
본 문서에는 현재 퍼블릭 도메인에 속한 브리태니커 백과사전 제11판의 내용을 기초로 작성된 내용이 포함되어 있습니다.

## 더 읽어보기
- Alfred Lys Baldry, Life and Work of Marcus Stone, R.A., Art Journal office, 1896.